# スムース
「スムース featuring ロブ・トーマス (Smooth featuring Rob Thomas) 」はアメリカ合衆国のラテン・ロック・バンドのサンタナの楽曲。

## 概要
この楽曲は、1999年に7年ぶりにリリースされた18枚目のスタジオ・アルバムである『スーパーナチュラル(SUPERNATURAL)』に収録された曲で、同アルバムから最初のシングルとして1999年6月29日にリリースされた。なお同アルバムは2000年のグラミー賞において最優秀アルバム賞、同曲は同年に、最優秀楽曲賞と最優秀レコード賞を受賞している。各国の週間シングルチャートでは、全米のBillboard Hot 100、カナダで1位、イギリスで3位を記録するなどした。また、Billboard Hot 100の20世紀の歴代チャートではチャビー・チェッカーのザ・ツイストに次ぐ第2位を獲得している。

## カバー
- 日本では、野口五郎がGORO名義で「愛がメラメラ～Smooth～」のタイトルでシングルをリリースしている。